# روابط القرى (الضفة الغربية)
روابط القُرى هي تشكيلاتٌ إدارية أَنشأتها إسرائيل في عام 1978. تدّعي أنها تهدف إلى التنمية وتقديم الخدمات والنُهوض بحياة المُواطنين الفلسطينيين.
حاولت سُلطات الاحتلال خلق قيادة فلسطينية بديلة عن منظمة التحرير الفلسطينية لكي تكون مستعدة لتأييد اتفاقات كامب ديفيد وقادرة على المشاركة في مفاوضات الحكم الذاتي وتنفيذ خُطة الإدارة المدنية الإسرائيلية.

## التاريخ
بدأت السُلطات الإسرائيلية تفكر جديًا في البحث عن قيادة بديلة لمنظمة التحرير الفلسطينية في المنطقة المحتلة. وفي 1976 طُرحت لأول مرة فكرة إنشاء الروابط القروية أثناء مأدبة عشاء أُقيمت في منزل الشيخ محمد علي الجعبري في الخليل. وقد طرحها الميجر جنرال إيغال كرمون (الحاكم العسكري لمدينة الخليل من 1974–1976) فالتقطها مناحم ميلسون مستشار الشؤون العربية في الحكم العسكري الإسرائيلي للضفة وبدأ يدرسها إلى أن شرع بتنفيذها فعليا بعد التوقيع على اتفاقات كامب ديفيد عام 1978 وما نصّت عليه من إجراء مفاوضات لإقامة الحكم الذاتي الإداري في الضفة الغربية وقطاع غزة.
وكان مصطفى دودين الوزير السابق في الحكومة الأردنية قد عاد عام 1975 إلى بلدته دورا/الخليل في إطار لم شمل العائلات ونظرًا لوجهات نظره المتقاربة مع إيغال كرمون ومناحم ميلسون، عرض نفسه عليهم لتنفيذ مُخطط روابط القرى عمليا.
أسفرت اتصالات ميلسون وكرمون وبيريس بمصطفى دودين عن الإعلان رسميًا عن قيام رابطة قرى محافظة الخليل برئاسة مصطفى دودين في 20 يوليو 1978. وقد حضر نظام الرابطة الأساسي غاياتها المعلنة في حل المنازعات والخلافات بين السكان وتشجيع تنظيم الجمعيات التعاونية لمساعدة المزارعين لتحسين أوضاعهم الاقتصادية وتطوير أساليب الزراعة وتحديثها وغير ذلك.
ناضل كريم خلف وحلمي حنون وبسام الشكعة ضد روابط القرى ورفضوا أن يكونوا ضمن قيادة فلسطينية جديدة بديلة عن قيادة منظمة التحرير الفلسطينية، فحاولت إسرائيل اغتيال خلف والشكعة، في حين فرضت الإقامة الجبرية على حنون في طولكرم منذ عام 1980 وحتى عام 1983.